# Wangunk
Die Wangunk (Wongunk) waren ein indigenes Volk im Gebiet des heutigen US-Bundesstaates Connecticut. Sie lebten in drei Hauptsiedlungen im Gebiet von Portland, Middletown und Wethersfield, waren aber auch in anderen Teilen der heutigen Counties Middlesex und Hartford anzutreffen. In einigen Quellen werden sie auch als Mattabessett bezeichnet, aber Wangunk ist die Bezeichnung, die die Gelehrten und die Abkömmlinge des Volkes heute benutzen.
Die Wangunk gehörten zur Sprachgruppe der Algonkin-Sprachen und standen dauerhaft in Beziehung mit anderen Algonkin-Gruppen. Die Wangunk sind weder von der US-amerikanischen Bundesregierung, noch vom State of Connecticut als eigener Stamm anerkannt. Trotzdem identifizieren sich viele Nachfahren noch heute als Wangunk und bemühen sich, ihre Traditionen zu erhalten.

## Geographie
Zur Zeit der ersten englischen Siedler lebten die Wangunk im Gebiet der heutigen Städte Middletown, Haddam und Portland. Aus ihren ursprünglichen Wohngebieten bei Hartford und Wethersfield wurden sie vertrieben und suchten rund um die Oxbow Bend am Connecticut River neue Bleibe. Vor der englischen Besiedlung gab es mindestens ein halbes Dutzend Siedlungen auf beiden Seiten des Flusses. Mattabassett (auch: Mattabesseck, Matabesset, das heutige Middletown) war von diesen der Name, der am eindeutigsten mit dem Stamm identifiziert wurde. Andere Siedlungen waren Pocowset (Portland), Cockaponet (Haddam), Coginchaug, Cononnacock und Machamodus. Gelegentlich wurde der Stamm auch aufgrund seines Siedlungsgebietes als “the River People” (Flussmenschen) bezeichnet. Als die Engländer Middletown westlich des Flusses anlegten, lag das vorgesehene Reservat zum größten Teil östlich des Flusses. Nur ein kleines Areal in der Nähe des heutigen Indian Hill lag westlich des Flusses.
Heute bezeichnet der Name Wongunk auch eine Weide in Portland, die zum Reservat gehörte. Als die Wangunk mehr und mehr bedrängt wurden, verkauften sie ihr Land stückweise und schlossen sich entweder benachbarten Stämmen wie den Tunxis im Gebiet von Farmington (CT) an, oder wanderten mit anderen Gruppen christianisierter Indianer in entferntere Gebiete aus.

## Geschichte

### Vorkoloniale Gesellschaft
Wie bei anderen Stämmen lag die Führung wohl bei einem Sachem, diese Information stammt allerdings aus den Aufzeichnungen der ersten Siedler. Sonst sind nämlich die meisten bekannten Sozialstrukturen in den Algonkin-Stämmen eher matrilinear angelegt mit einer ausgesprochenen Arbeitsteilung und auch die Wangunk scheinen diesem Schema zu folgen. Sie lebten von saisonalem Feldbau und zogen zwischen Sommer- und Winter-Lager hin und her.
Erste Kontakte mit Europäern (1614–1673)
Die erste bekannte Begegnung mit Europäern wurde von Händlern der Niederländischen Ostindien-Kompanie 1614 verzeichnet. Die Nähe zum Connecticut River machte das Siedlungsgebiet zu einem begehrten Gebiet für die europäischen Pelzhändler, was schon damals zu ersten Konflikten mit den Pequot führte. Die Wangunks verbündeten sich mit den Narraganset und baten die englischen Siedler um Hilfe zur Verteidigung.
Zu Beginn des Pequot-Krieges 1637 verschoben sich allerdings die Beziehungen. Laut Aufzeichnungen der Kolonisten unterstützte der Sachem Sowheage die Pequots bei ihrem Angriff auf Wethersfield, wo er zu dieser Zeit lebte. Um dieselbe Zeit siedelte Sowheage um nach Mattabesett. Dieser Umzug und die Wirren des Krieges haben wahrscheinlich dazu geführt, dass Middletown erst 1650 gegründet wurde, was viel später ist, als bei anderen Städten der Region. Der Pequot-Krieg wird auch als das Pequot Massacre bezeichnet, um die brutale Vorgehensweise der Siedler hervorzuheben. In der Folgezeit kam es zu einer Reihe von Landverkäufen, die in einem Reservat-Vertrag (reservation deed) 1673 gipfelten.
Landverkäufe wurden nach dem europäischen Rechtssystem abgewickelt, welchem die Ideale von Eigentum und „Entwicklung“ zu Grunde lagen. Der Eigentümer war verpflichtet, das Land zu bebauen um es zu „verbessern“ (improve). Die Siedler sahen sich oft den Einheimischen als überlegen an und respektierten nicht deren Landbau-Methoden. Für die Wangunk war Land dagegen Gemeineigentum. Keine einzelne Person hatte einen letztgültigen Anspruch auf ein begrenztes Stück Land und daher konnte Land nicht Gegenstand eines Kaufes sein. Das Gesetz der Kolonien nahm darauf aber keine Rücksicht. Die Wangunk konnten die Verträge daher höchstens dazu nutzen, ihre ehemaligen Ansprüche zu dokumentieren.

### Zeit der Reservate (1673–1767)
1650, nach der Gründung von Middletown, bestimmte die Regierung von Connecticut etwa 350 acres (100 ha) östlich des Connecticut River als Eigentum der Nachfahren von Sowheage und dem Stamm der Wangunk. Das Reservat blieb bis 1673 unbegrenzt, als 13 Erben von Sowheage ein Dokument unterzeichneten, dass zwei Landstücke auswies: eines mit 50 acres bei Indian Hill und ein zweites mit 250 acres Hügelland östlich des Connecticut River. Dieses Reservation land wurde den Erben „für immer“ zugesprochen. In Wangunk Meadow, in der Nähe des Reservation Land östlich des Flusses, gab es nochmals verschiedene Stücke, die einzelnen Stammesmitgliedern gehörten, mit einer Fläche von insgesamt ca. 9 acres.
Landbesitz bei den Wangunk blieb auch in dieser Zeit größtenteils gemeinschaftlich. Diejenigen, die die Verträge unterzeichneten, waren nicht notwendigerweise die „Besitzer“, weshalb die Verkäufe oft von anderen Stammesangehörigen angefochten wurden. Die meisten waren auch gar nicht in der Lage, englische Verträge zu lesen. Die Einrichtung des Reservats war für den Stamm eine ökonomische Katastrophe, weil sie eigentlich ein viel größeres Gebiet für ihren traditionellen Ackerbau und die Jagd benötigten. In der Folge entstanden Armut und Schulden. Einige Stammesmitglieder wurden sogar eingekerkert oder als Sklaven gehalten.
King Philip’s War entstand 1675 als eine vereinigte Widerstandsbewegung der Indianer. Die Wangunk blieben wie manch andere Stämme in dieser Zeit neutral, was jedoch auch an Zwangsmassnahmen der Siedler gelegen haben könnte. Die Engländer erließen Gesetze, welche die wirtschaftlichen Möglichkeiten und den Zugang zu Waffen erschwerten und forderten von manchen Stämmen Geiseln. Während dieser Zeit verkauften einige Wangunk Land, vor allem, um Schulden zu bezahlen. Die englische Bevölkerung von Middletown wuchs und im späten 17. Jahrhundert begannen Kolonisten, Gebäude in den Wangunk Meadows am Ostufer des Flusses, direkt neben dem Reservat, zu errichten. 1714 trennten sich diese Siedler von der Gemeinde Middletown und bildeten die Third Society of Middletown mit einem eigenen Versammlungshaus und einer separaten Leitung. Bereits 1713 waren die Wangunk gezwungen worden, die Mattabessett Portion des Reservats im zentralen Middletown zu verlassen.
Die Besiedlung von Indianerland beschleunigte sich ab 1732, als die Third Society einen neuen Pastor erhielt. Dieser errichtete sein Haus direkt im Reservatgebiet. Einige Wangunks konvertierten auch zum Christentum und zogen um in christliche Gemeinden. 1746 bat die Third Society die Connecticut General Assembly um ein neues Versammlungshaus und erhielt zu diesem Zweck Land aus dem Reservatgebiet. Nachdem das Versammlungshaus stand, erhoben die Siedler vermehrt Anspruch auf Indianerland und argumentierten, dass die Wangunk das Land nicht richtig nutzten.
1757, nach zwei Petitionen von Siedlern an die Connecticut General Assembly, erhob der Wangunk Richard Ranney, der nicht im Reservat lebte, Anspruch auf Land und erhielt ein Anrecht auf 10 acres. Erneut wurden Petitionen von Siedlern eingereicht und 1762 unterbreiteten mehrere männliche Wangunks der Assembly ein Memorial, in dem gefordert wurde, dass das ganze Reservatland verkauft werden solle. Ein Committee stimmte dem zu mit der Begründung, dass nur Frauen und Kinder im Reservat verblieben seien. Sie seien nicht fähig, sich selbst zu ernähren und ein großer Teil des Geldes aus dem Landverkauf wurde aufgewandt, um Schulden zu bezahlen. Etwa um diese Zeit dienten mehrere Wangunk im Siebenjährigen Krieg in Nordamerika. 1767 wurde die Third Society offiziell zur Stadt Chatham (später Portland).

### Post-Reservation und Diaspora (1767–1813)
Die letzte Parzelle der Wangunk Reservation wurde irgendwann zwischen 1772 und 1784 verkauft. Allerdings blieb die Gemeinschaft der Wangunk offenbar ein aktiver Faktor in dieser Zeit. Eine Zählung von 1777 erfasste 28 Wangunk in Portland. Einige Wangunks wurden in Portland auch noch im 19. Jahrhundert als Einwohner geführt. Eine dieser Personen ist Bette Nepash, Old Betty, eine Wangunk, die bis in die 1810er Jahre Stammestreffen abhielt. Dadurch entwickelte sich eine langanhaltende Verbindung von Wangunk zu dieser Gegend. Nach dem Tod von Bette Nepash wurde Jonathan Palmer als der letzte Indianer in Middletown bezeichnet, als er 1813 verstarb. Die Nachfahren leben jedoch bis heute in Middlesex County.
Im 18. Jahrhundert verließen die Wangunk die Reservate. Einige von ihnen schlossen sich anderen Stämmen an, wie den Quinnipiac und den Mohegan. Einige Wangunk dienten auch im Amerikanischen Unabhängigkeitskrieg. Wieder andere Wangunk schlossen sich den Farmington Indians in Connecticut an. Diese Gruppe entstand, als Tunxis andere Gruppen von Indianern einluden, zusammen mit ihnen in ihrem Reservat zu leben und einen neuen Stamm formten. Die Farmington Indians waren christliche Indianer, die später nach Oneida, New York und später nach Brotherton, Wisconsin umsiedelten. Trotz des immer größer werdenden Abstands von ihrem Heimatort identifizierten sich die Wangunk mit ihrer Nation, ihrem Land und kehrten immer wieder in das Gebiet zurück.

## Persönlichkeiten

### Sowheage
Als Kolonisten zum ersten Mal in das Connecticut River Valley vordrangen, war Sowheage (Sequin, Sowheag) der Ober-Sachem, der im Wangunk-Territorium zu bestimmen hatte. Zu seinem Einflussgebiet gehörten auch Pyquag und Mattabesett. Ursprünglich siedelte er bei Pyquag, siedelte dann aber nach mehreren Konflikten mit den Engländern nach Mattabessett um. Man sagt, Sowheage sei den Engländern gegenüber feindlich gewesen, daher wurde er mit dem Pequot-Krieg in Verbindung gebracht. Sowheage verstarb etwa 1649, viele seiner Kinder hielten jedoch noch lange Zeit einflussreiche Positionen. Dazu gehörten auch Montowese, ein Anführer der Quinnipiac und Wangunk, und Sequassen, der Sachem von Suckiog. Letzterer führte eine spannungsreiche Beziehung mit den Kolonisten in Hartford und forderte den Sachem der Mohegan, Uncas, heraus, siedelte jedoch nach seiner Niederlage nach Massachusetts um. Sowheages Sohn Turramuggus (* 1623) beanspruchte die Führerrolle im Gebiet von Wethersfield. Er war an einigen großen Verträgen um Ländereien beteiligt. Unter anderem unterzeichnete er 1668 einen Vertrag über 300 acres Land, mit Richard Beckley und zwei weitere 1673 über Land in Wethersfield und Eastbury. Turramuggus wurde auch während King Philip’s War in Hartford im Gefängnis als Geisel gehalten. Turramuggus starb wahrscheinlich um 1704 und sein Sohn Peetoosh wurde sein Nachfolger, über ihn gibt es aber kaum Aufzeichnungen in den Colonial records.

### Towwehashque
Towwehashque († 1713), die Schwester von Turramuggus, war als Saunks Squaw bestimmend im Gebiet von Haddam und Thirty Mile Island. Towwehashque (Townhashque, Towkishk) verkaufte 1691 einen Teil von Wangunk Meadow an John Clark. Sie versuchte auch einen Teil von Thirty Mile Island an Samuel Wyllys zu verkaufen (1662). Diese Transaktion wurde jedoch annulliert und die Verantwortlichkeit für das Gebiet fiel 1697 an ihre Tochter Pampenum. Als Herrscher der Insel versuchte Pampenum das Land für zukünftige Generationen zu sichern, indem sie zwei Testamente aufsetzte, in denen sie zum einen Cheehums als Nachfolgerin bestimmte und andererseits verbot, das Land an Nicht-Indianer zu verkaufen. Letztendlich wurde das Land am Ende des 18. Jahrhunderts doch verkauft, Pampenum ging jedoch mit ihrer Resolutheit und ihrem Willen, das Land trotz der Kolonialverwaltung zu erhalten, in die Geschichte ein.

### Robin
Robin (Dr. Robin, Robbins, Robins, Puccaca) ist möglicherweise ein weiterer Sohn von Sowheage und war möglicherweise Sachem im späten 17. Jahrhundert bis hinein ins 18. Jahrhundert. Er wird im Confirmatory deed von 1673 als einer der „heirs and descendents of Sowheag“ aufgeführt, wo 300 acres Land für die Wangunk östlich des Connecticut River reserviert wurden. Robin war ein Medizinmann und erhielt den Titel „Doctor“ von den Engländern aufgrund seiner Fähigkeit, Skrofulose zu heilen. Eine Fähigkeit, die in seiner Familie weitergegeben wurde. Robin starb um 1750 aber viele seiner Nachfahren erscheinen in den Colonial Records. Beispielsweise unterzeichnete sein Sohn Samuel Robin aus Tunxis 1762 eine Petition an die General Assembly aus der hervorgeht, dass er, seine Frau Moll und die anderen indianischen Unterzeichner ihr Stammesland unter Zwang verkauften.

### Richard Ranney
Richard Ranney wurde am 8. September 1732 geboren. Er war der Sohn einer Tochter von Robin und starb nach 1775. Er wurde in Newtown wahrscheinlich von einem gleichnamigen Siedler erzogen. Er bekam eine christliche Erziehung, lernte Englisch und Schreiben und bekam eine Ausbildung als Schreiner. Es ist nicht klar, warum er bei den Siedlern aufwuchs. Möglicherweise war er so etwas wie ein Haussklave (indentured servant). 1756 schrieb Ranney eine Petition an die General Assembly in der er um den Erwerb von 10 acres des Wangunk-Gebiets von Cushoy bat und 1758 wurde sein Antrag auch genehmigt. Danach verliert sich seine Spur zunächst. Erst 1775 taucht er wieder auf, als er in Capt. William Goodrich’s Company of Indians als Freiwilliger meldete.

### Cushoy
Cushoy war ein Sohn von Towwehashque und Enkel von Sowheage. Er wurde von den Kolonisten als Anführer der Wangunk anerkannt, von dem Zeitpunkt an, als er 1713 einen Vertrag unterzeichnete, bis 1763, als er starb. In den Aufzeichnungen über den Bau eines Highway 1728, schreiben die Kolonisten, dass „Cushoy im Namen der anderen Indianer sprach“. Im „Memorial of Selectmen of Middletown“ von 1756 erklären die Selectmen of Middletown, dass Cushoy „keine Verwandten hat, die ihm helfen können, weil seine Kinder alle tot sind und seine Enkel zu jung.“ Sie schreiben, dass Cushoy sich nicht selbst versorgen konnte und verhungert wäre, wenn die Selectmen ihn nicht unterstützt hätten. Sie führen aus, dass sie im Verlauf eines Jahres etwa 57 Shilling für ihn und seinen Sohn Tom aufgewendet hatten und dass diese Schuld mit Freude durch das Land bezahlt werden könne. Diese Petition wurde zwar abgelehnt, die Selectmen erhielten jedoch trotzdem Zugang zu dem Land und beglichen die Schuld unter sich.  Er, seine Frau Tyke oder Mary Cushoy und sein Sohn Tom starben alle nacheinander in den Jahren 1755, 1763 und 1771.

### Jonathan Palmer
Jonathan Palmer (Jonathan Indian;  gest. 1819) war ein Wangunk der in East Hampton lebte, wo seine Nachfahren noch ansässig sind. 1818 war ein Arzt, Dr. John Richmond, auf der Suche nach einem "kompletten Skelett um seinen Studenten die Feinheiten der Anatomie zu verdeutlichen. Er erwählte sich Jonathan Palmer und bot Jonathan „a pint of rum every month“ an im Austausch gegen den „Besitz seines Körpers nach dem Tod für medizinische Zwecke.“ Bereits 1819 war Jonathan tot wahrscheinlich als Ergebnis seines unterstützten Alkoholismus. Als die Familie die Trauerfeierlichkeiten begann erschien Dr. Richmond an der Tür mit dem unterzeichneten Vertrag über seinen Besitz des Körpers ihres Großvaters. Trotz Protesten der Familie bestand der Dr. auf seinem Vertrag und entführte den Leichnam. Er sezierte mit Freude den Indianer vor seinen Studenten Palmers Skelett wurde in der Folge in mehreren Universitäten und Museen ausgestellt. Heute sind seine Überreste verloren.

## Für die Wangunk bedeutende Landschaftsbestandteile

### Lake Pocotopaug
Lake Pocotopaug ist ein Ort, der in verschiedenen Berichten als Angelplatz oder Jagdplatz vorkommt. Heute nennt sich das Gebiet East Hampton und hat einen Umfang von ca. 9 mi (14,5 km). Entlang des Flusses wurden viele Pfeilspitzen gefunden und die Siedler haben viele Geschichten über die Indianer in diesem Gebiet erfunden.

### Indian Hill Cemetery
Indian Hill war ein Teil des Reservats in der „Reservation period“. Am Tor des Friedhofs ist ein Bild des „Edlen Wilden“ (noble savage) angebracht, eines der wenigen Denkmale der Kolonialgeschichte. Der Friedhof wurde erst später neu eingerichtet unter dem Aspekt, dass der Indian Hill im Leben der Wangunk eine wichtige Rolle spielte. Der Friedhof selbst ist im Kontext des Rural Cemetery Movement entstanden. Sarah Schneider Kavanagh schreibt: Als die amerikanischen Bürger realisierten, dass ihr Experiment der republikanischen Regierung Potential für eine „unbegrenzte Zukunft“ hatte, wurden sie mit der drängenden Aufgabe konfrontiert, für sich selbst eine „undenkliche Vergangenheit“ zu schaffen.
Bei der Gründung des Friedhofs wurde das folgende Gedicht verlesen:

On this high place, that swells so fair,

O’er town and river, grove and lea,

We stand, O God, with song and prayer.

To give these grounds to Death and Thee.

To Death, thy servant, who, of old,

With tomahawk and arrowy spear,

As by our fathers we are told,

Hath reaped a bloody harvest here.
Auf diesem hohen Ort, der sich so schön erhebt,

Über Stadt und Fluss, Hain und Feld

Stehen wir, O Gott, mit Lied und Gebet.

Um diesen Grund zu geben dem Tod und Dir.

Dem Tod, deinem Diener, der seit alter Zeit,

mit Tomahawk und pfeilem Speer,

Wie es von unseren Vätern erzählt wurde,

Hier eine blutige Ernte gehalten hatte.

### Wangunk Meadows
Wangunk Meadows war eines der Gebiete, dass die Wangunk auch nach der Ankunft der Siedler 1650 bewohnten. Es gibt Aufzeichnungen über die Fruchtbarkeit des Bodens und die Maisernten der Indianer in diesem Gebiet. Heute erstreckt sich das Gebiet zwischen dem Connecticut River und Route 17. Es gibt viele Anfragen von Siedlern, die Parzellen in dem Gebiet erwerben wollten. In seiner Analyse der Landverteilung bemerkt Timothy Ives dass die Indianer die höher gelegenen Gebiete als Gemeinschaftsland behielten, aber immer wieder Dorfgrundstücke und Weideland in kleinen Stücken verkauften.

### Family Cemetery in East Hampton
Ein Friedhof.

### Deer Island
Der Haddam Island State Park, der früher als Deer Island und Wangunk Island bezeichnet wurde, gehörte bis ins späte 18. Jahrhundert zum Reservat.

## Religion
Ursprünglich pflegten die Wangunk animistische Traditionen als ethnische Religion (Algonquian Religious Traditions). Im Zuge der englischen Besiedlung kam es immer wieder zu Bekehrungsmassnahmen und Missionsversuchen. Die Konversion zum Christentum war oft mit der Verneinung der angestammten Sprache, Kultur und Familie verbunden. Rev. Richard Treat gründete 1734 eine Schule für Wangunk-Kinder, mit dem Ziel, biblische Lehren und Moral zusätzlich zur englischen Sprache zu vermitteln. Die Schule wurde jedoch aufgrund fehlender Mittel bereits nach vier Monaten wieder geschlossen.

## Wangunk heute

### Politische Herausforderungen

#### Van Thomas Green
2003 verklagte Van Thomas Green, der beansprucht ein Nachfahre von Wangunk zu sein, die Stadt Portland, die Wesleyan University und andere. Er forderte $10 Mio., die Rückgabe von 300 acres Land an Nachfahren der Wangunk und Anerkennung seiner Familie als Körperschaft. Der Fall wurde bald aus Mangel an Indizien geschlossen. In seiner Beschwerde hatte er bemängelt, dass in Glastonbury und Portland mehrere Begräbnisplätze entweiht worden seien und dass von 1799 bis 2003 Stammesland in Verletzung von 25 U.S.C. § 177 verkauft worden sei und dass die Vereinbarungen über die 300 acres Land für die Erben der Wangunk nicht in Ehren gehalten worden seien. Das Gericht konnte jedoch weder Zusammenhänge zwischen den einzelnen Ansprüchen noch den Anspruch von Van Thomas Green, selbst Nachfahre der Wangunk zu sein, bestätigen. Der Prozess wurde in der Dokumentation „The Last of the Wangunks“ nachgezeichnet. Neben der Darstellung von Green kommen Gary O’Neil und die Genealogin Vicki Welch von Seven Generations Research zu Wort, die Greens Identität in Frage stellen.

#### Gary O’Neil
Einige Personen sind Nachfahren der Wangunk in der Ahnenreihe von Jonathan Palmer. Dazu gehört auch Gary O’Neil, der seine Vorfahren über seine väterliche Linie bezieht. Er ist der Familien-Genealoge der verbliebenen Wangunks im Middlesex County. Er war Anführer und Organisator der Wangunk seit den 1970ern. Er ist Töpfer und ehemaliger Kunstlehrer der Meriden Public Schools in Connecticut. O’Neil hat Ausstellungen zusammen mit seiner Tochter, Kyle O’Neil, veranstaltet, die als Multimedia-Künstlerin auftritt. Sie hatte Ausstellungen bei Connecticut Woman Artists, bei den Vereinten Nationen und anderen Institutionen.